# Abate (higo)
Abate es un cultivar de higuera de tipo Smyrna Ficus carica higuera hembra que solamente produce y cuaja la cosecha de higos mediante el polen de una higuera macho Cabrahigo productora de polen y albergando la mosca polinizadora Blastophaga psenes en el interior del fruto (prohigo), unífera es decir con una sola cosecha por temporada los higos de verano-otoño, con epidermis de color de fondo verde amarillento y sobre color ausente, con numerosas costillas prominentes. Se localiza en la colección del National Californian Germplasm Repository - Davis en California.

## Sinonimia
- „Arba“,[5][6]
- „Paradiso of Cavolini“,
- „Panetto“,
- „Albachiara“.

## Historia
Según la monografía de Condit: «Descrito e ilustrado por Vallese (1909); descrito por Guglielmi (1908), De Rosa (1911), Tamaro (1948) y Donno (1952). Cultivado en la provincia de Lecce especialmente para la producción de fruta fresca.»
Según Condit lo agrupa dentro del "Condit Group" de Higo Smyrna con "Epidermis Verde o Amarilla" y con "Varias Formas" de pulpa roja.
Esta variedad de higuera está cultivada en el NCGR, Davis (National Californian Germplasm Repository - Davis).

## Características
La higuera 'Abate' es un árbol vigoroso en buen suelo, con un porte esparcido difuso, vigoroso, muy productivo; hojas generalmente de 3 lóbulos, grandes; ramitas y brotes descritos por Donno (1951a). Es una variedad unífera de tipo Smyrna, de producción abundante de higos muy dulces.
Higos oblatos-esféricos, ligeramente deprimidos en el ápice; tallo corto; ostiolo abierto costillas numerosas, elevadas; color verde amarillento; grietas de la piel reticuladas en la madurez; pulpa color rosa, muy dulce; semillas numerosas.

## El cultivo de la higuera
Los higos 'Abate' son aptos para la siembra con protección en USDA Hardiness Zones 7 a más cálida, su USDA Hardiness Zones óptima es de la 8 a la 10. Producirá muchos frutos durante la temporada de crecimiento. El fruto de este cultivar es de tamaño medio muy dulce.